# Вітрівка (Новогеоргіївський район)
Вітрівка — колишнє село Новогеоргіївського району Кіровоградській області. Було затоплене водами Кременчуцького водосховища на початку 1960-х років.

## Короткі відомості
У ХІХ ст. село входило до Подорожненської волості у складі Чигиринського повіту Київської губернії.
Село постраждало в часі штучного винищення голодом 1932—1933 років.
Станом на 1946 рік село Вітрівка входило до Новогеоргіївського району Кіровоградської області.
На початку 1960-х років село назавжди зникло під водами Кременчуцького водосховища при будівництві Кременчуцької ГЕС.
На честь зниклого села у Світловодську пойменовано вулицю Вітрівську.

## Постаті
Уродженцем Вітрівки є Заболотний Олександр Михайлович (* 1938) — графік і живописець.